# 胡偉克
胡伟克（1910年—1973年9月13日），中華民國空軍退役中將，中央军校第六期第一总队炮科毕业。别字调云，江西萍乡人。笕桥中央航空学校第一期、国防大学第二期、英国皇家空军研究院毕业。中央军校第六期毕业后，转学飞行。抗日战争爆发前后，任空军第一大队飞行员、中队长，昆明空军学校学生队长、航政处少校副处长，空军军官学校中校教育长，驻德国大使馆空军武官，空军总指挥部交通处中校副处长。1946年任笕桥航空学校上校校长。1949年到台湾，任空军总司令部第一军区司令，授空军少将。后转任空军总司令部政治部少将主任，国防部总政治作战部副主任，政工干部学校校长，兵工建设委员会委员，国防部战略计划委员会研究员、计划局中将副局长。1968年冬以空军中将退役，任总统府国策顾问。1973年9月13日在台北逝世，葬在五股示範公墓。出版有《胡伟克空军中将纪念集》等。
1. ↑  . 空军官校和空军参谋学校教育长 胡伟克.